# Pittosporum elevaticostatum
Pittosporum elevaticostatum är en tvåhjärtbladig växtart som beskrevs av Hung T. Chang och S.Z. Yan. Pittosporum elevaticostatum ingår i släktet Pittosporum och familjen Pittosporaceae. Inga underarter finns listade.